# Glorious (песня Cascada)
«Glorious» (Славные) — песня в исполнении немецкого трио «Cascada», с которой они представили Германию на конкурсе песни «Евровидение 2013». Авторами песни являются Янн Пайфер, Мануэль Реутер, Андрес Баллинас и Тони Корнелиссен.
Композиция стала победной после фестиваля «Unser Song für Malmö», национального отбора Германии на «Евровидение», что позволило немецкому трио представить свою страну на международном конкурсе песни «Евровидение 2013», который прошёл в Мальмё, Швеция.

## Список композиций
| №  | Название                  | Длительность |
| -- | ------------------------- | ------------ |
| 1. | «Glorious» (Video Edit)   | 3:27         |
| 2. | «Glorious» (Extended Mix) | 4:43         |

| №  | Название                                 | Длительность |
| -- | ---------------------------------------- | ------------ |
| 1. | «Glorious» (Video Edit)                  | 3:27         |
| 2. | «Glorious» (Extended Mix)                | 4:42         |
| 3. | «Glorious» (David May Radio Edit)        | 3:05         |
| 4. | «Glorious» (David May Remix)             | 4:39         |
| 5. | «Glorious» (Ryan Thistlebeck Radio Edit) | 3:05         |
| 6. | «Glorious» (Ryan Thistlebeck Remix)      | 4:39         |

| №  | Название                                 | Длительность |
| -- | ---------------------------------------- | ------------ |
| 1. | «Glorious» (Video Edit)                  | 3:27         |
| 2. | «Glorious» (David May Radio Edit)        | 3:27         |
| 3. | «Glorious» (Ryan Thistlebeck Radio Edit) | 3:05         |
| 4. | «Glorious» (Extended Mix)                | 4:42         |
| 5. | «Glorious» (David May Remix)             | 4:26         |
| 6. | «Glorious» (Ryan Thistlebeck Remix)      | 4:39         |

| №   | Название   | Длительность |
| --- | ---------- | ------------ |
| 10. | «Glorious» | 2:57         |

## Позиции в чартах

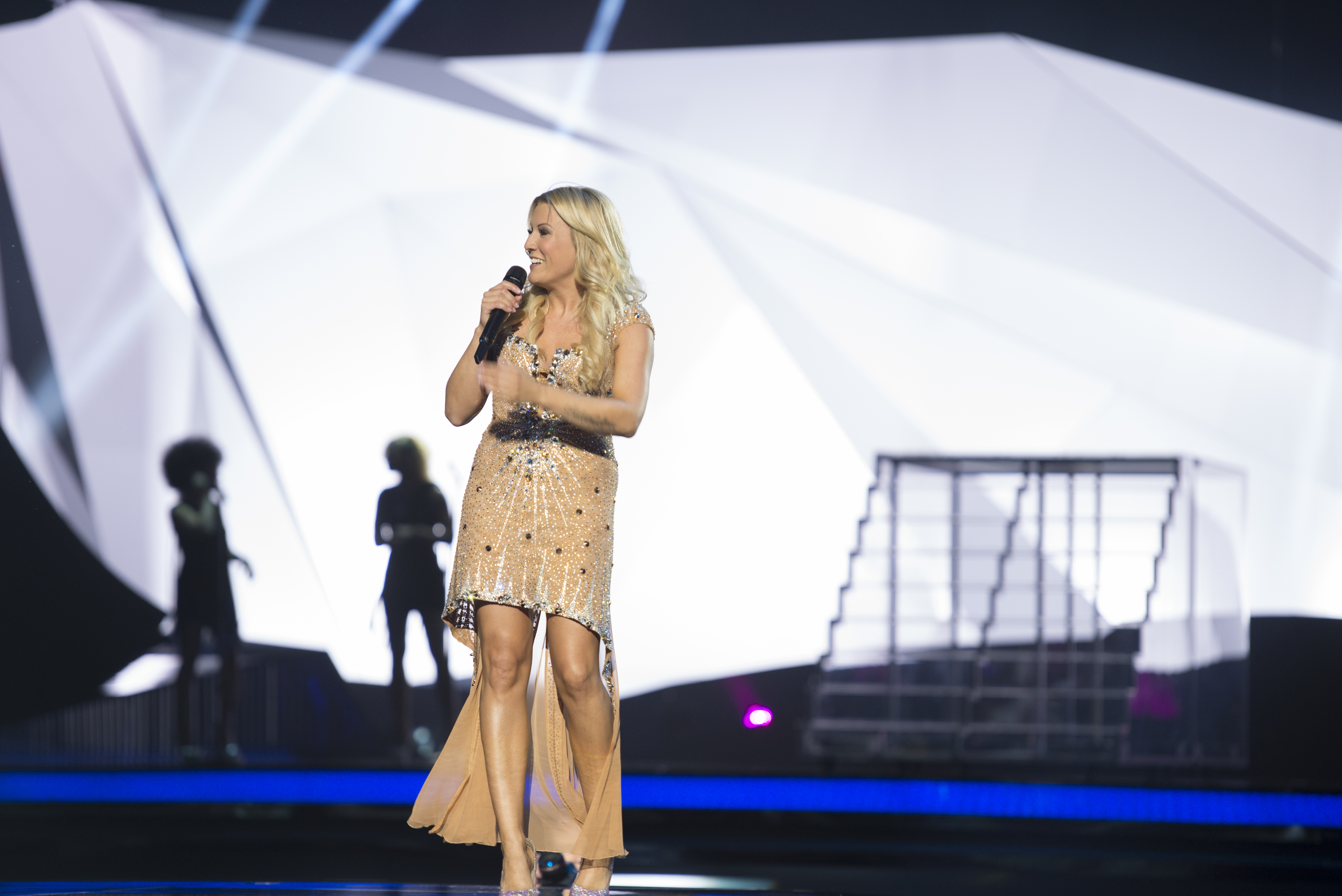
На репетиции

| Чарт (2013)                     | Наивысшая позиция |
| ------------------------------- | ----------------- |
| Австрия (Ö3 Austria Top 40)     | 29                |
| Чехия (Rádio — Top 100)         | 54                |
| Германия (GfK)                  | 6                 |
| Ирландия (IRMA)                 | 94                |
| Швейцария (Schweizer Hitparade) | 56                |
| DigiListan                      | 44                |
| UK Singles Chart                | 129               |
| Великобритания (OCC UK Dance)   | 27                |
| Великобритания (OCC UK Indie)   | 18                |

## Хронология релиза
| Страна         | Дата                 | Формат           | Лейбл           |
| -------------- | -------------------- | ---------------- | --------------- |
| Германия       | 8 февраля 2013 года  | Digital download | Zooland Records |
| США            | 15 февраля 2013 года | Digital download | Zooland Records |
| Франция        | 15 февраля 2013 года | Digital download | Zooland Records |
| Швеция         | 8 марта 2013 года    | Digital download | Catchy Tunes    |
| Великобритания | 24 марта 2013 года   | Digital download | AATW            |